# Love Is Dead (Chvrches)
Love Is Dead è il terzo album in studio del gruppo musicale scozzese Chvrches, pubblicato il 25 maggio 2018 dalla Glassnote Records e dalla Virgin EMI Records.

## Tracce
Testi e musiche di Iain Cook, Martin Doherty, Lauren Mayberry e Greg Kurstin, eccetto dove indicato.
1. Graffiti – 3:38
2. Get Out – 3:51
3. Deliverance – 4:12
4. My Enemy (feat. Matt Berninger) – 3:53 (Cook, Doherty, Mayberry)
5. Forever – 3:44
6. Never Say Die – 4:23
7. Miracle – 3:08 (Cook, Doherty, Mayberry, Steve Mac)
8. Graves – 4:43
9. Heaven/Hell – 5:05
10. God's Plan – 3:31 (Cook, Doherty, Mayberry)
11. Really Gone – 3:11 (Cook, Doherty, Mayberry)
12. ii – 1:09
13. Wonderland – 4:35

Tracce bonus nell'edizione giapponese
1. Get Out (One Bit Remix) – 5:25
2. Get Out (Roosevelt Remix) – 3:09
3. Miracle (Manila Killa Remix) – 3:07

Tracce bonus nell'edizione deluxe giapponese
1. Out of My Head (feat. Wednesday Campanella) – 3:28
2. Get Out (Roosevelt Remix) – 3:07
3. Miracle (IHF Remix) – 3:29
4. Miracle (Mija Remix) – 4:30
5. Miracle (The Juan Maclean Remix) – 5:24

## Formazione
Chvrches
- Lauren Mayberry
- Iain Cook
- Martin Doherty

Altri musicisti
- Ian Chang – batteria (traccia 10)

Produzione
- Greg Kurstin – produzione e ingegneria del suono (eccetto tracce 4, 7, 10 e 11)
- Steve Mac – produzione (traccia 7)
- Chvrches – produzione (tracce 4, 7, 10 e 11), ingegneria del suono (traccia 11)
- Julian Burg – ingegneria del suono (eccetto tracce 4, 7, 10 e 11)
- Alex Pasco – ingegneria del suono (eccetto tracce 4, 7, 10 e 11)
- David Simpson – ingegneria del suono (tracce 4 e 10)
- Sean O'Brien – ingegneria del suono (traccia 4)
- Mark Bengston – ingegneria del suono (traccia 10)
- Dann Pursey – ingegneria del suono (traccia 7)
- Chris Laws – ingegneria del suono (traccia 7)
- Spike Stent – missaggio
- Michael Freeman – assistenza al missaggio
- Chris Gehringer – mastering